# Pius Bonaventura Dlamini
Pius Bonaventura Dlamini FFJ (* Mai 1908 in Mariathal; † 13. September 1981) war ein Geistlicher der römisch-katholischen Kirche.
Am 28. November 1937 empfing er die Priesterweihe. Am 21. Februar 1954 ernannte Papst Pius XII. ihn zum Bischof von Umzimkulu, das der Papst am gleichen Tag vom Bistum Mariannhill abtrennte. Am 26. April 1964 weihte Celestine Joseph Damiano, Apostolischer Delegat in Südafrika, ihn zum Bischof. Mitkonsekratoren waren Alphonse Streit CMM, Bischof von Mariannhill, und Emanuel ’Mabathoana OMI, Bischof von Leribe. Er war der erste schwarze Bischof in Südafrika.
Am 14. Dezember 1967 nahm Papst Paul VI. seinen Rücktritt als Bischof an. Gleichzeitig ernannte er ihn zum Titularbischof von Unizibira und Weihbischof in Mariannhill. Danach war sein Bistum bis zur Ernennung von Gerard Sithunywa Ndlovu am 22. Dezember 1986 ohne Bischof.
Dlamini nahm an den ersten drei Sitzungsperioden des Zweiten Vatikanischen Konzils als Konzilsvater teil.